# Camada marinha

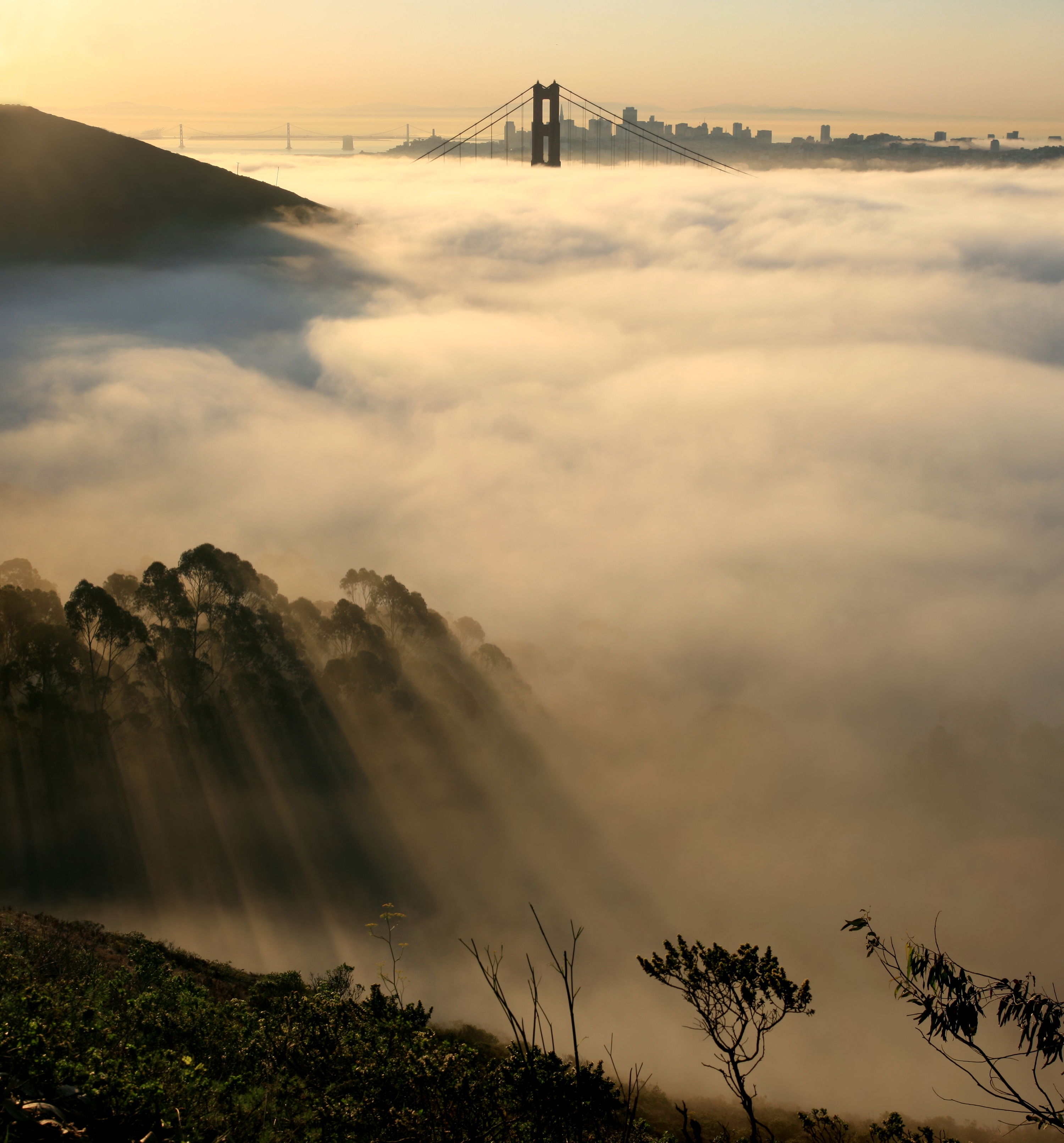
Mar de nuvens na camada marinha passando pela Ponte Golden Gate em San Francisco, Califórnia

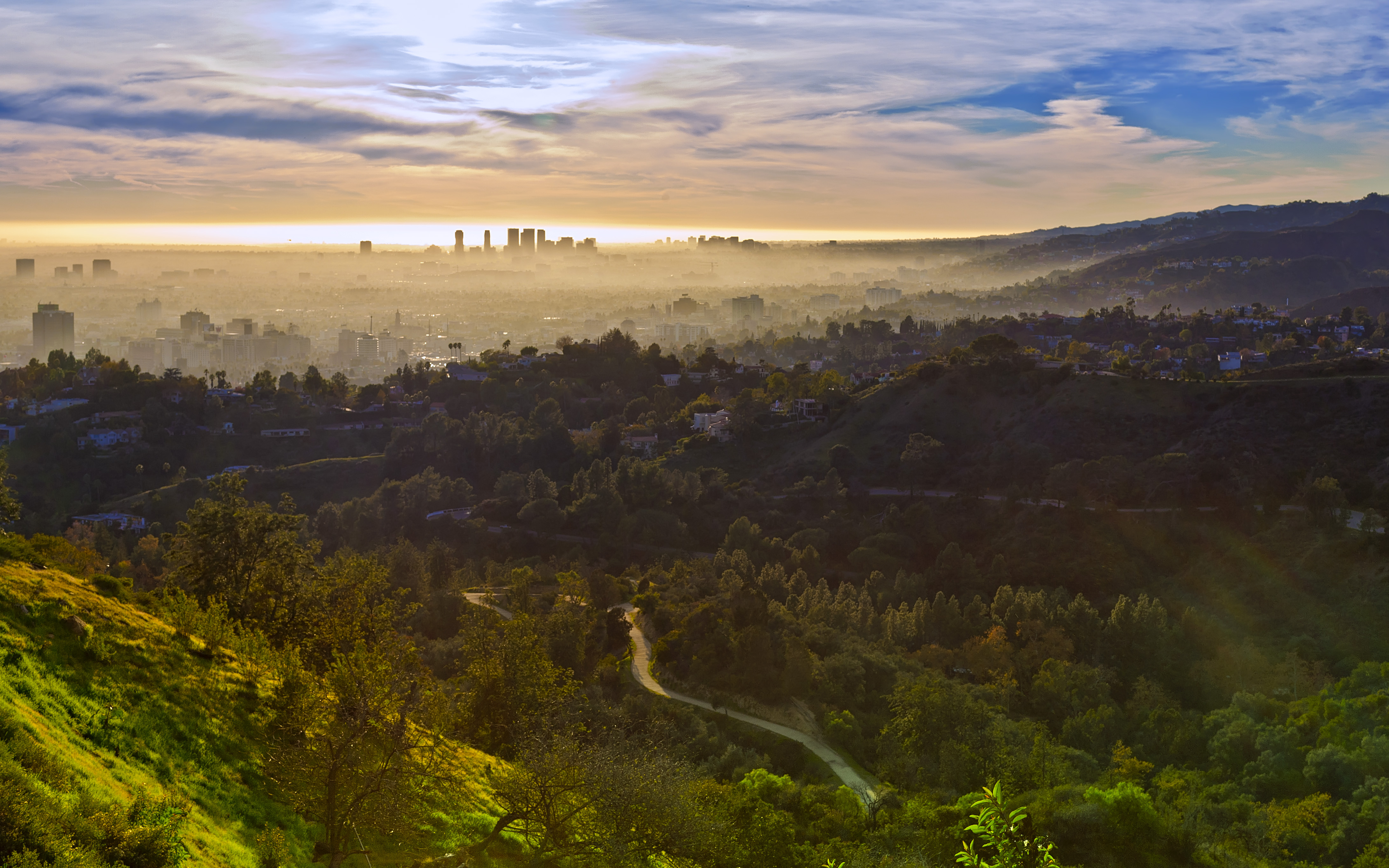
Smog vespertino dentro de uma camada marinha no oeste de Los Angeles

A camada marinha é uma massa de ar que se desenvolve sobre a superfície de um grande corpo de água, como um oceano ou um grande lago, quando ocorre uma inversão térmica. A inversão geralmente é iniciada pelo efeito de resfriamento da água na camada superficial de uma massa de ar quente.

## Elementos
A camada marinha não é sinônimo do nevoeiro ou do estrato que ela pode conter. Na verdade, uma camada marinha pode existir praticamente sem nebulosidade de qualquer tipo, embora geralmente contenha alguma. A camada marinha é o meio dentro do qual as nuvens podem se formar sob certas condições.

## Formação
À medida que esfria, o ar da superfície se torna mais denso do que o ar mais quente acima dele e, portanto, fica preso abaixo dele. Ao se desenvolver, a camada pode tornar-se mais espessa devido à turbulência gerada dentro de si mesma. Também pode tornar-se mais espessa se o ar mais quente acima dela for levantado por uma área de baixa pressão que se aproxima. A camada aumentará gradualmente sua umidade pela evaporação da superfície do oceano ou do lago, bem como pelo efeito do próprio resfriamento.
Quando a alta umidade combina-se a resfriamento suficiente para produzir condensação, pode haver formação de névoa dentro de uma camada marinha. Estratos e estratos-cúmulo também podem ocorrer no topo de uma camada marinha na presença das mesmas condições. Em geral, uma camada marinha se dispersa e desfaz na presença de alguma instabilidade, como por exemplo um sistema frontal ou de baixa pressão. A camada marinha também pode ser afastada por ventos fortes.
Na costa da Califórnia, a camada marinha é normalmente impulsionada para o interior por um gradiente de pressão que se desenvolve como resultado de intenso aquecimento no interior, cobrindo as comunidades costeiras com ar mais frio que, se saturado, também contém neblina. Na maioria das regiões, o nevoeiro se desfaz no meio da tarde, evaporando à medida que a luz do sol penetra pelas nuvens e aquece o solo.